# Azzano Mella
Azzano Mella là một đô thị trong tỉnh tỉnh Brescia thuộc vùng Lombardia, Ý. Đô thị này có 10 diện tích km², dân số 1794 người. Các đơn vị dân cư trực thuộc là: Các đô thị giáp ranh gồm:
Capriano del Colle, Castel Mella, Dello, Lograto, Mairano, Torbole Casaglia